# Leberkäse

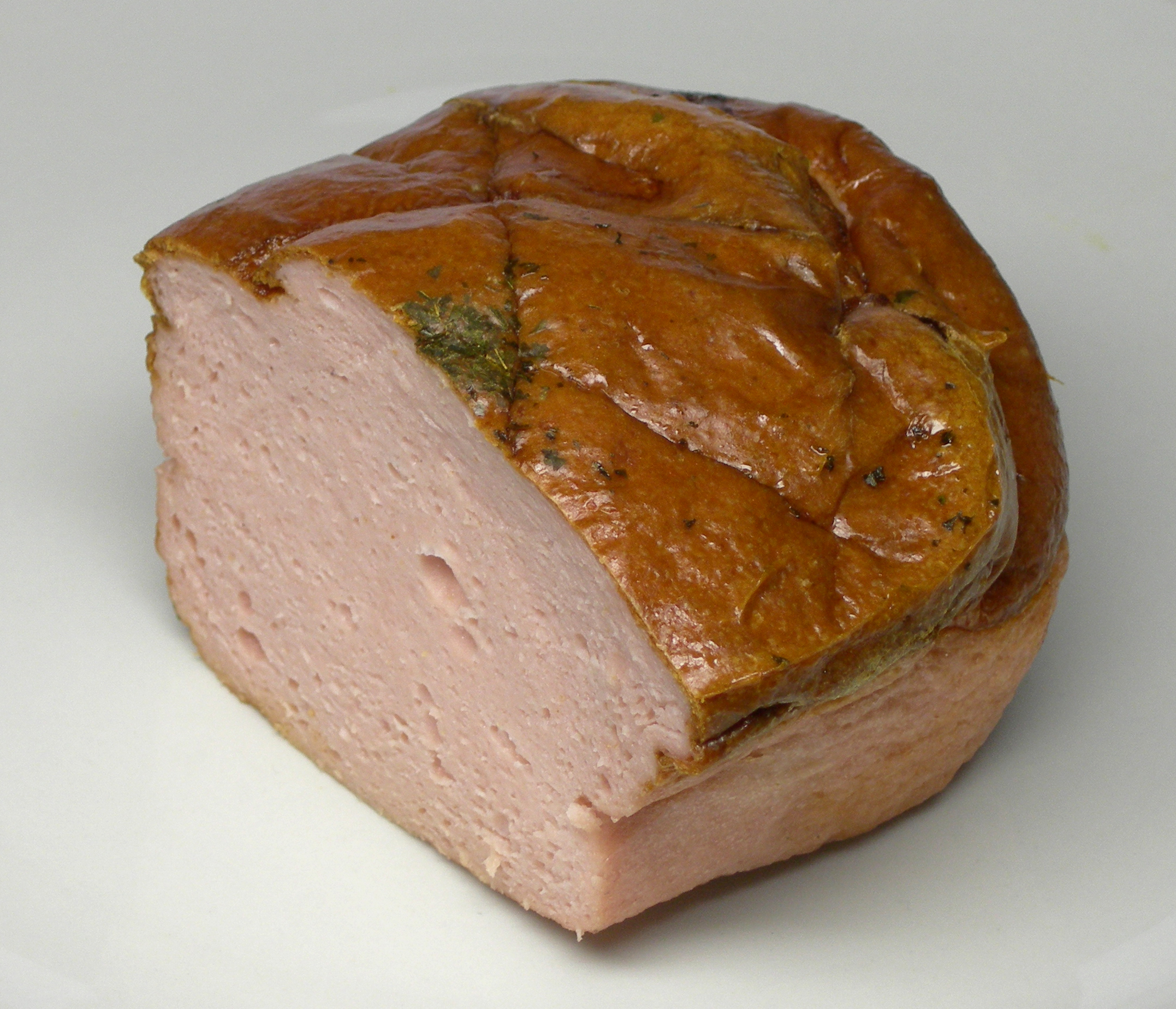
Leberkäse

Leberkäse, também conhecido como “Fleischlaib” (rolo-de-carne), “Beamtenripperl” (“costelas de funcionário”), “Fleischkäse” (queijo ou pudim de carne), ou “Leberkäs” (queijo ou pudim de fígado) é uma especialidade da culinária da Alemanha e também da Áustria, em que a variedade típica da Baviera tem DOP (Denominação de origem protegida). É uma preparação à base de carne de vaca e de porco misturada com água, sal e condimentos, e moída até formar uma pasta que depois é cozida no forno numa forma de pão.
A palavra “Leberkäse” pode ser traduzida como “queijo-de-fígado”, apesar de a variedade mais famosa desta iguaria, a da Baviera, assim como aquela da Áustria, não terem fígado nos seus ingredientes, embora variedades de outras regiões possam ter. Também não têm queijo, exceto na variedade chamada Käseleberkäse, isto é "Leberkäse de queijo". Também tem Pferdeleberkäse, de cavalo, ou Chilileberkäse, picante. Alguns estudiosos sugerem que a tradução literal pode não ser válida e que a palavra tem origem em dois termos do alemão antigo, “Lab” e “Kasi” que se referem à proteína da carne coagulada pelo calor; por outro lado, a componente “käs” é utilizada em palavras como  “Quittenkäs” (pão-de-marmelo) or “Kartoffelkäs” (torta-de-batata). Outra explicação da palavra pode encontrar-se na região da Baviera, onde "Laber" significa sobras e "Kààs" caixa. Significando que as sobras de carnes seriam transformadas numa pasta e colocadas num caixa "Laberkààs".[carece de fontes?]
Pode escrever-se Leberkäse, Leberkäs ou regionalmente Leberka(a)s na Áustria.
Podemos encontrar facilmente esta especialidade em quase toda a Alemanha, Áustria e em certas zonas da Suiça.[carece de fontes?]

## História
De acordo com a tradição, o Leberkäse teria sido inventado pelo talhante do eleitor Karl Theodor do Palatinado, que veio de Mannheim em 1776 para substituir o eleitor Max Joseph III da Baviera, que tinha morrido sem descendência.

## Ingredientes e elaboração
Os ingredientes das Leberkäse da Baviera (Bayerischen Leberkäse) são: carne de vaca, carne de porco, toucinho, água, cebola, sal e orégãos, tudo picado e formando uma pasta fina. Esta pasta coloca-se num recipiente e é levado ao forno até que fique com uma crosta castanha por cima. Fora da Baviera as leis de alimentação alemãs exigem que o Leberkäse contenha fígado, tal como o nome indica (Leber significa fígado).

## Variantes
- Käseleberkäse, com pequenos pedaços de queijo uniformemente misturados
- Pikanter Leberkäse, acrescentando pequenos pedaços de pickles, paprika e pimentos
- Pizzaleberkäse, adiciona-se queijo, pimentos, pickles e pequenos cubos de salame, também conhecido como Pizzakäse pela semelhança com a Pizza.
- Pferdeleberkäse  (em alemão Pferd = cavalo), e é realmente feito de carne de cavalo, não é muito consumido na Alemanha mas é muito popular em Viena, Áustria.

## Modo de servir

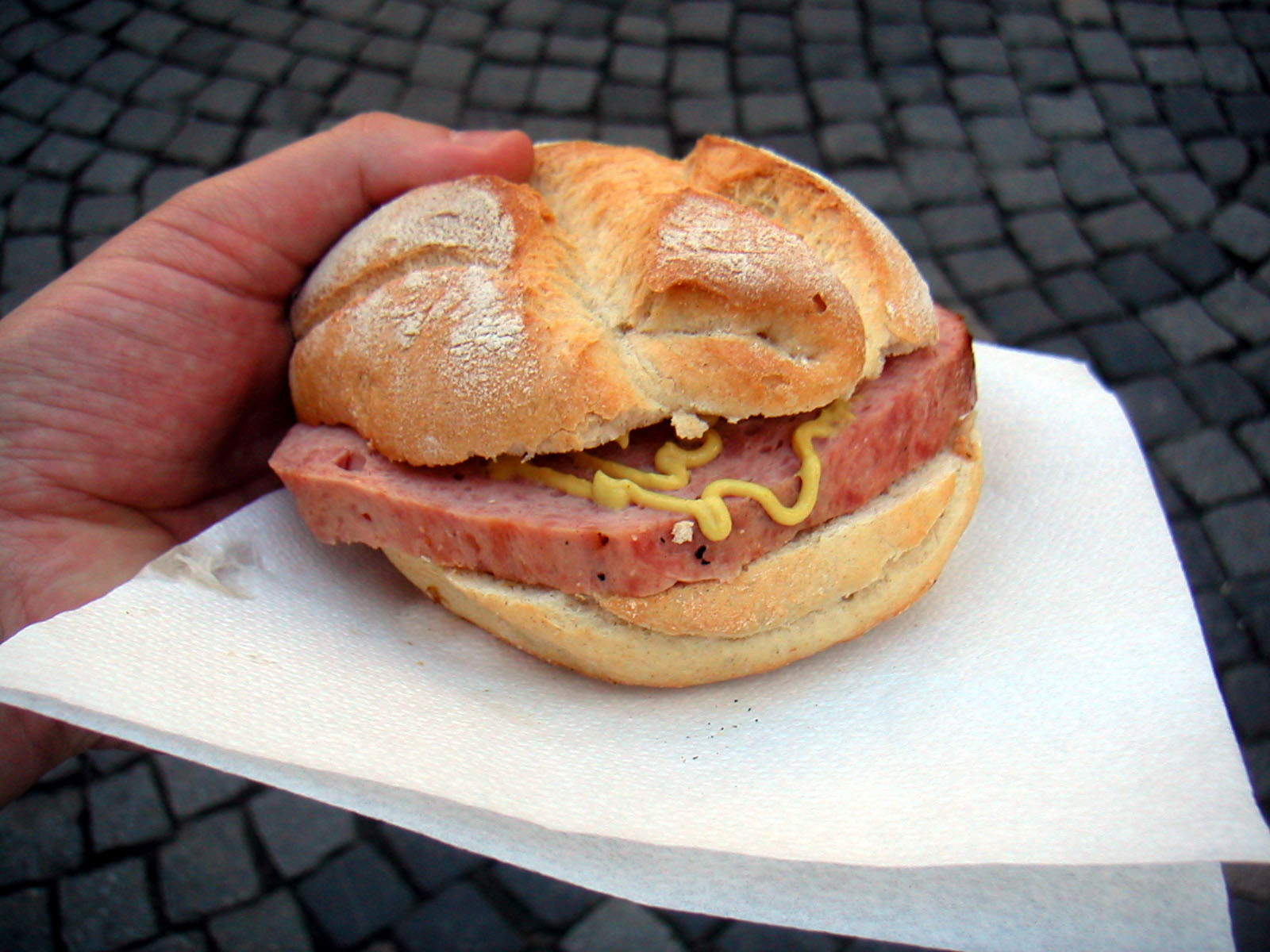
Leberkäse em vianinha

- Como refeição principal, o Leberkäse é geralmente cortado em fatias finas e servido com salada de batata ou com “Ochsenaugen” (dois ovos estrelados) e mostarda doce; frequentemente é acompanhado de cerveja. Como lanche do meio da manhã (“Brotzeit”), é normalmente servido como uma sanduíche, por vezes com picles de pepino. [1]
- Servido no pão, enquanto ainda esta quente, temperado com mostarda e pepino é chamado de Leberkässemmel (ou  Leberkäsweckla). Na Áustria é geralmente servido com pickles em fatias, em vez de mostarda.[carece de fontes?]
- Cortado em fatias de aproximadamente um dedo de espessura, geralmente servido com "Süßer Senf" (mostarda bávara doce) e pão (pretzel) ou salada de batata (Kartoffelsalat).
- Para preparar empanados, utilizam-se duas fatias de Leberkäse com uma fatia de presunto e queijo no meio, são mergulhadas em ovo e cobertos com pão ralado, sendo depois fritos como cordon bleu.[carece de fontes?]